# 泵道
泵道（英文：Pump track）也称波浪道、压抬场，由结合一定角度的波浪道和倾斜转弯组成，它最初是为山地自行车和小轮车场景设计的，因其的混凝土结构，所有的带轮运动也可以使用，如平衡车、滑板。使用相对简单，建造成本低廉，可满足各种骑手的技能水平。
设计完全由使用者“泵送”骑行——通过上下身体运动产生动力，而不是蹬或推。使用者通过手脚身体的抬压上下起伏动作来保持平衡和提高骑行速度。作为轮上运动的基础。泵道在欧美国家普及率非常的高。泵道地形、方向的灵活多变，可以更好的提升运动者的敏捷度、操控性。

## 场地
- 沈阳国际泵道公园[3]